# Bruno Kele-Baujard
 (décembre 2023).
La mise en forme du texte ne suit pas les recommandations de Wikipédia : il faut le « wikifier ».
Les points d'amélioration suivants sont les cas les plus fréquents :
- Les titres sont pré-formatés par le logiciel. Ils ne sont ni en capitales, ni en gras.
- Le texte ne doit pas être écrit en capitales (les noms de famille non plus), ni en gras, ni en italique, ni en « petit »…
- Le gras n'est utilisé que pour surligner le titre de l'article dans l'introduction, une seule fois.
- L'italique est rarement utilisé : mots en langue étrangère, titres d'œuvres, noms de bateaux, etc.
- Les citations ne sont pas en italique mais en corps de texte normal. Elles sont entourées par des guillemets français : « et ».
- Les listes à puces sont à éviter, des paragraphes rédigés étant largement préférés. Les tableaux sont à réserver à la présentation de données structurées (résultats, etc.).
- Les appels de note de bas de page (petits chiffres en exposant, introduits par l'outil «  Source ») sont à placer entre la fin de phrase et le point final[comme ça].
- Les liens internes (vers d'autres articles de Wikipédia) sont à choisir avec parcimonie. Créez des liens vers des articles approfondissant le sujet. Les termes génériques sans rapport avec le sujet sont à éviter, ainsi que les répétitions de liens vers un même terme.
- Les liens externes sont à placer uniquement dans une section « Liens externes », à la fin de l'article. Ces liens sont à choisir avec parcimonie suivant les règles définies. Si un lien sert de source à l'article, son insertion dans le texte est à faire par les notes de bas de page.
- La présentation des références doit suivre les conventions bibliographiques. Il est recommandé d'utiliser les modèles {{Ouvrage}}, {{Chapitre}}, {{Article}}, {{Lien web}} et/ou {{Bibliographie}}. Le mode d'édition visuel peut mettre en forme automatiquement les références.
- Insérer une infobox (cadre d'informations à droite) n'est pas obligatoire pour parachever la mise en page.

Pour une aide détaillée, merci de consulter Aide:Wikification.
Si vous pensez que ces points ont été résolus, vous pouvez retirer ce bandeau et améliorer la mise en forme d'un autre article.
 (décembre 2023).
Pour les articles homonymes, voir Kele (homonymie) et Baujard.
Bruno Kele-Baujard, né le 12 mars 1990 à Paris,, est un chef d'orchestre et chef de chœur français et hongrois.

## Biographie
Né à Paris en 1990, Bruno Kele-Baujard commence comme chanteur à la Maîtrise des Petits Chanteurs de Saint Louis. Il intègre également le conservatoire pour y étudier le piano, le violon et le saxophone. Il intègre ensuite comme le Conservatoire Royal de Bruxelles.
Il dirige notamment l'ensemble ZENE qu'il a fondé en 2015 et est régulièrement invité à diriger d'autres formations en Europe.
Il est l'un des spécialistes de la musique hongroise et particulièrement de Zoltán Kodály, Bela Bartok et György Ligeti. Il sort en 2023 le disque Hungarica, qui est dédié à ces trois compositeurs.
Il dirige avec son ensemble beaucoup de musique ancienne, et enregistre également de la musique baroque, et contemporaine.
En 2020, il a débuté une vaste recherche musicologique sur la musique des pays de l'est et particulièrement la Hongrie, la Transylvanie et la Roumanie. Il crée en 2022 le programme musical Transylvania, autour du répertoire baroque hongrois et transylvain mais aussi du compositeur français Philippe Hersant.
Bruno Kele-Baujard a également travaillé avec de grands chefs et compositeurs tels que Péter Eötvös, György Kurtág, György Ligeti.

## Discographie
- 2018 : Domenico Scarlatti, Purcell, Byrd; Via Dolorosa;  Klarthe record
- 2020: Yael Naïm[16], Ensemble ZENE; Night songs; Tôt ou Tard
- 2023: Kodály, Bartok, Ligeti;  Hungarica; APARTÉ